# Jenner B.M. Armour
Jenner Bourne Maude Armour (ur. 1936, zm. 25 lipca 2001) – dominicki polityk i prawnik, pełniący obowiązki prezydenta Dominiki od 21 czerwca 1979 do 15 lutego 1980 roku.
W 1959 ukończył studia prawnicze w Londynie. Od 1960 przez ponad 40 lat praktykował jako adwokat na Dominice, współpracował również z firmami z Saint Kitts i Nevis, Trynidadu i Tobago oraz Anguilli.
W 1979 po rezygnacji Freda Degazona tymczasowo objął stanowisko prezydenta Dominiki, które sprawował do lutego 1980. Następnie został ministrem w rządzie Eugenii Charles. Od 1985 był wicespikerem parlamentu, a od 1990 do 1995 prokuratorem generalnym Dominiki. Zmarł w 2001.